# 헬리코리아
헬리코리아(Heli Korea)은 대전광역시에 연고를 두고 있는 항공사이다. 본사는 대전광역시 대덕구 대화동에 있지만, 운항 사무소의 경우 서울특별시 강남구 역삼동에 두고 있다. 주로 헬리콥터로 이용한 여객을 담당하고 있는 운송업체이다.업계1위를 목표로 사업을 벌이며 연봉은 조종사라기보다는 버스기사중 젤 잘 받는 수준으로 직업적 안정성은 약한 민간헬기운수업체들의 한계를 보여주고 있다.

## 역사
- 1996년 : 헬리코리아 설립.
- 1997년 : 항공유 급유판매업 허가 취득.
- 1998년 : 헬리코리아건설 합병.
- 2001년 : 김포국제공항 사무소 개설.

## 취항지
| 울산 \|\| align=center\|USN \|\| align=center\|RKPU \|\| 울산      |
| 서울/김포 \|\| align=center\|GMP\|\|align=center\|RKSS \|\| 김포   |
| 서울/인천 \|\| align=center\|ICN \|\| align=center\|RKSI \|\| 인천 |

## 추가 문헌
- 헬리코리아 홈페이지